# Arapuá
Arapuá é um município brasileiro do estado de Minas Gerais. Sua população recenseada em 2022 era de 2 631 habitantes.